# Borowy Młyn (powiat kwidzyński)
Borowy Młyn (też: Borowiec) – wieś w Polsce położona w województwie pomorskim, w powiecie kwidzyńskim, w gminie Ryjewo.
W latach 1975–1998 miejscowość należała administracyjnie do województwa elbląskiego.